# Municipio de Shrewsbury (Nueva Jersey)
El municipio de Shrewsbury (en inglés: Shrewsbury Township) es un municipio ubicado en el condado de Monmouth en el estado estadounidense de Nueva Jersey. En el año 2010 tenía una población de 1,141 habitantes y una densidad poblacional de 5,705 personas por km².

## Geografía
El municipio de Shrewsbury se encuentra ubicado en las coordenadas 40°18′45″N 74°4′19″O / 40.31250, -74.07194.

## Demografía
Según la Oficina del Censo en 2000 los ingresos medios por hogar en el municipio eran de $36,875 y los ingresos medios por familia eran $42,500. Los hombres tenían unos ingresos medios de $32,813 frente a los $30,598 para las mujeres. La renta per cápita para la localidad era de $23,574. Alrededor del 8.8% de la población estaba por debajo del umbral de pobreza.